# Хохлово (Тюменская область)
Хохлово — село в Ялуторовском районе Тюменской области. Административный центр Хохловского сельского поселения.
Село находится на берегу реки Тобол.
Не далеко от села находится Хохловский курган (Курганный могильник «Хохлово-1»).

## Население
| 2010 | 2014 |
| ---- | ---- |
| 659  | ↗855 |

## Инфраструктура
- ФАП
- Школа
- Убойный пункт КРС[4]